# Мастер го
«Мастер го» (кит. трад. 呉清源, упр. 吳清源, пиньинь Wú Qīngyuán, палл. У Цинъюань) — фильм-биография 2006 года, снятый Тянь Чжуанчжуаном о выдающемся игроке го XX века Го Сэйгэне (имя при рождении — У Цинъюань). Премьера фильма состоялась на 44-м Нью-Йоркском кинофестивале и охватывает детство мастера го, его становление как лучшего игрока того времени, а также затрагивает конфликт между Китаем как его родиной и Японией, ставшей его домом. В фильм вошёл эпизод со знаменитой партией атомной бомбы.

## Сюжет
В фильме показана жизнь великого игрока го XX века У Цинъюаня, ставшего известным под взятым в Японии именем Го Сэйгэн. Будучи подростком, он переехал из Китая в Японию, чтобы изучать игру у ведущих мастеров. В 1930-х, после начала войны между Японией и Китаем, семья героя должна была вернуться на Родину, но У Цинъюань остался в Японии, чтобы продолжить изучение го. В школе го, где он учится, нет политики и войны, поэтому герой может полностью посвятить себя игре и новой любви. Карьера У Цинъюаня прерывается в 1960-х годах из-за дорожной аварии, которая оказывается не несчастным случаем. Из-за травмы мозга, полученной в результате аварии, он не может более играть в го.

## Информация о фильме
Главную роль сыграл тайваньский актёр Чан Чэнь, известный по фильму «Крадущийся тигр, затаившийся дракон». За роль мастера го Чэнь был номинирован на премию Золотая лошадь 2006 в категории Лучшая мужская роль. В прологе к фильму снялся прототип главного героя — Го Сэйгэн.
Дизайнером костюмов к фильму стала Эми Вада, известная по работе над костюмами в фильмах «Ран» и «Сны» Акиры Куросавы и «Герой» и «Дом летающих кинжалов» Чжан Имоу.

## Критика
Издание The New York Times назвало фильм «Мастер го» «продуманным и созерцательным», а также «роскошной и достойной биографией». Фильм был номинирован на премию Asia Pacific Screen Awards в 2007 году в категории Достижение в кинематографии и получил награды Шанхайского кинофестиваля 2007 года за лучшую режиссуру и кинематографию.